# Alojzy Bełza
Alojzy Bełza, ps. „Alik”, „Alfred Burzyński” (ur. 14 lutego 1900 w Schodnicy, zm. 6 grudnia 1976 w Wielopolu) – legionista, żołnierz błękitnej Armii, uczestnik wojny polsko-bolszewickiej, w okresie od maja 1943 do stycznia 1944 dowódca Placówki AK Zagórz w Obwodzie OP-23 (oddział partyzancki AK) Sanok V Okręg Kraków AK.

## Życiorys

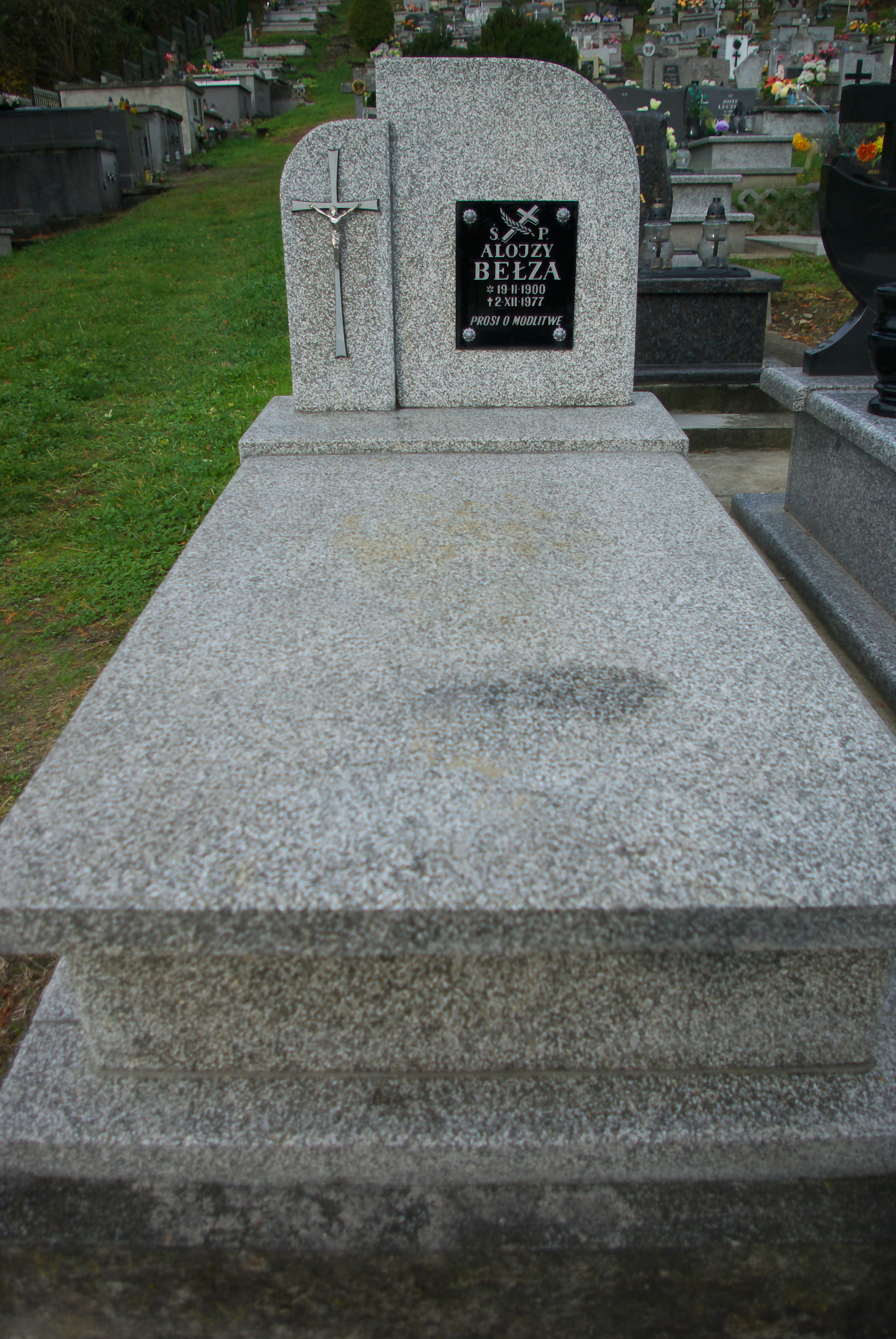
Grób Alojzego Bełzy na Nowym Cmentarzu w Zagórzu

Urodził się 14 lutego 1900 w Schodnicy. Był synem Marcina i Bronisławy z domu Jakubowskiej.
Uczęszczał do szkoły technicznej jako elektrotechnik. Podczas I wojny światowej dwukrotnie starał się o przyjęcie do Legionów Polskich. Po raz pierwszy uciekł z domu do Legionów w 1916 roku, jednak komisja wojskowa odrzuciła jego prośbę. W 1917 roku ponownie uciekł z domu i tym razem został przyjęty do batalionu szkolnego legionów w Bolechowie. W bitwie pod Rarańczą jego batalion został rozbrojony przez Austriaków, a żołnierzy internowano na Węgrzech (Bełza trafił do obozu w Talaborfalva). W kwietniu 1918 roku Bełza został wcielony do 110 pułku piechoty, który skierowano na front włoski w Udine. Tam dostał się do niewoli włoskiej, a w połowie marca wstąpił do Armii Hallera i w składzie pułku im. Czarnieckiego wrócił do kraju.
W wojnie polsko-bolszewickiej walczył w szeregach 18 Dywizji Piechoty. Kilka razy ranny, brał udział w walkach z konnicą Buddionnego i w bitwie warszawskiej. Wojnę zakończył w stopniu plutonowego, a w 1921 roku został odznaczony Krzyżem Walecznych nr 635 przez gen. Franciszka Krajowskiego. W okresie międzywojennym odbył służbę wojskową. 
W latach 20. pracował jako elektromonter. Dysponując ukończonymi kursami technicznymi przeniósł się do Leska, gdzie od 1934 do 1937 był kierownikiem Miejskiego Zakładu Elektrycznego. 25 sierpnia 1928 poślubił Elżbietę Bieniasz i zamieszkał z nią w Sanoku. W 1937 rodzina Bienaszów kupiła od Władysława Łepkowskiego dwór na Wielopolu i tam zamieszkała.
W czasie okupacji działał w konspiracji niepodległościowej Polskiej Organizacji Zbrojnej (POZ) jako referent organizacyjny. W 1942 roku po utracie kontaktów z POZ w organizacji „Miecz i Pług (kontaktował się z nim wówczas Mieczysław Przystasz, inspektor do spraw organizacyjnych na teren Małopolski MiP). Następnie wyjeżdżał do Komendy Głównej MiP do Warszawy, transportował prasę i instrukcje, jesienią brał udział w kursie dywersji zorganizowanym przez KH MiP w Warszawie. Po scaleniu z Armią Krajową od 1943 włączony do AK. Od maja 1943 roku był dowódcą Placówki AK nr X Zagórz w ramach Komendy Obwodu ZWZ-AK Sanok. Działał pod pseudonimami „Alik” i „Bogusławski”.
Został aresztowany w Zagórzu-Wielopolu przez gestapo. Był osadzony w więzieniu w Sanoku od 7 stycznia do 8 lutego 1944. Był brutalnie przesłuchiwany, a według relacji strażnika więziennego Nestora Kiszki ps. „Neron”, zaprzysiężonego do polskiej działalności podziemnej, podczas katowania wskazywał Niemcom swoich współpracowników, jednak informując wcześniej o tym Kiszkę, który miał w porę ich ostrzec przed aresztowaniem; następnie przystał na propozycję współpracy z Niemcami, zaś po zwolnieniu zbiegł z transportu kolejowego i zgłosił się do swoich polskich przełożonych z podziemia. Po zniknięciu Bełzy, została aresztowana jego żona Elżbieta 9 lutego 1944, po czym poddana ciężkiemu śledztwu i skierowana do obozu w Pustkowie, wzgl. do Krakowa.
Od stycznia 1944 roku adiutant d-cy OP-23 Zgrupowanie Południe Adama Winogrodzkiego ps. „Korwin”. Prowadził działalność dywersyjną i sabotażową. W 1944 brał udział w akcji „Burza”.
Jesienią 1944 roku zgłosił się do Wojska Polskiego, gdzie pracował jako szkoleniowiec. Aresztowany i uwięziony 1 lipca 1946 roku przez Informację Wojskową. Przeszedł ciężkie śledztwo. 20 czerwca 1947 roku skazany przez Okręgowy Sąd Wojskowy w Warszawie, syg. akt S.O. 421/47 na karę śmierci zamienioną na 15 lat więzienia z art. 86 KKWP. Więziony na warszawskim Mokotowie, potem Centralnym Więzieniu Karnym we Wronkach od 16 lipca 1948 w celi nr 357. Zaliczony do grupy więźniów antypaństwowych „A”. Karę odbywał w szczególnie ciężkich warunkach. W dniu 30 sierpnia 1955 roku został przetransportowany do ZK Racibórz, skąd został zwolniony w 1956 roku.
Autor nieopublikowanych Wspomnień. Zmarł we dworze na Wielopolu 6 grudnia 1976 roku. Pochowany na Nowym Cmentarzu w Zagórzu.

## Odznaczenie
- Krzyż Walecznych (1921)

## Życie prywatne
Jego żoną od 1928 była Elżbieta Antoni Ludwika z domu Bienasz (1909–1993, siostra Adama Bieniasza, podczas wojny kurierka ZWZ-AK ps. „Elza”, więziona przez Niemców, potem pod nazwiskiem Zwonarz). Mieli córkę Barbarę (1929–1998). Ich małżeństwo zostało rozwiązane w 1948.